# Hellevadhønen
Hellevad-hønen er en dansk æglægnings-hybridhønserace. Hybrid-hønseracen er udviklet ved at krydse New Hamshire med hvid Italiener af Skalborg-stammen. Dermed opnås et alternativ til klassiske æglægningshøns som eksempelvis ISA Brown, eftersom Hellevad-høns er mere velegnede til at være udendørs (eksempelvis som fritgående høns eller økologiske høns). Hellevadhønen har lavere dødelighed og lægger sjældent æg på gulvet, omvendt falder produktiviteten lidt i forhold til konventionelle æglægnings-høns.
Hellevadhønen, er som Rugeriet Hellevad (hvor den udruges), opkaldt efter lokaliteten Hellevad ved Klokkerholm. Hønens farve er hvid.
Hellevad-hønen findes også i en sort variant med tilnavnet Batman.